# Jay Hakkinen
Jay William Hakkinen (ur. 19 lipca 1977 w Kasilof) – amerykański biathlonista, reprezentant kraju.
Hakkinen biathlon zaczął trenować w 1992. Pięć lat później dołączył do amerykańskiej kadry narodowej. W 1995 roku zadebiutował w zawodach Pucharu Świata zajmując 80. miejsce w sprincie. Dotychczas jego najlepszą pozycją w zawodach PŚ było piąte miejsce w Lake Placid.

## Osiągnięcia

### Zimowe igrzyska olimpijskie
| 1998 Nagano (Japonia)                  | 42. miejsce (IN), 60. miejsce (SP)                                     |
| 2002 Salt Lake City/Park City (USA)    | 26. miejsce (IN), 26. miejsce (SP), 13. miejsce (PU), 15. miejsce (RL) |
| 2006 Turyn/Cesana San Sicario (Włochy) | 10. miejsce (IN), 78. miejsce (SP0, 13. miejsce (MS), 9. miejsce (RL)  |
| 2010 Vancouver/Whistler (Kanada)       | 76. miejsce (IN), 54. miejsce (SP), 57. miejsce (PU), 13. miejsce (RL) |

### Mistrzostwa świata
| 1997 Osrblie (Słowacja)              | 37. miejsce (IN), 20. miejsce (RL)                                                       |
| 1998 Pokljuka (Słowenia)             | 39. miejsce (PU)                                                                         |
| 1999 Holmenkollen (Norwegia)         | 48. miejsce (IN), 16. miejsce (SP), 24. miejsce (PU), 18. miejsce (MS), 18. miejsce (RL) |
| 2000 Holmenkollen (Norwegia)         | 31. miejsce (IN), 32. miejsce (SP), 30. miejsce (PU), 16. miejsce (RL)                   |
| 2001 Pokljuka (Słowenia)             | 39. miejsce (IN), 31. miejsce (SP), 41. miejsce (PU)                                     |
| 2003 Chanty-Mansyjsk (Rosja)         | 47. miejsce (SP), 51. miejsce (PU), 17. miejsce (RL)                                     |
| 2004 Oberhof (Niemcy)                | 70. miejsce (IN), 47. miejsce (SP), LAP (PU), 18. miejsce (RL)                           |
| 2005 Hochfilzen (Austria)            | 69. miejsce (IN), 18. miejsce (SP), 23. miejsce (PU),                                    |
| 2005 Chanty-Mansyjsk (Rosja)         | DNS (RM)                                                                                 |
| 2006 Pokljuka (Słowenia)             | 18. miejsce (RM)                                                                         |
| 2007 Anterselva (Włochy)             | 31. miejsce (IN), 38. miejsce (SP), 18. miejsce (PU), 9. miejsce (MS), 9. miejsce (RL)   |
| 2008 Östersund (Szwecja)             | 89. miejsce (SP), 15. miejsce (RL)                                                       |
| 2009 P'yŏngch'ang (Korea Południowa) | DNF (IN)                                                                                 |
| 2011 Chanty-Mansyjsk (Rosja)         | 80. miejsce (IN), 42. miejsce (SP), 35. miejsce (PU), 6. miejsce (RL)                    |
| 2012 Ruhpolding (Niemcy)             | 31. miejsce (IN), 91. miejsce (SP), 10. miejsce (RL)                                     |

### Puchar świata

#### Miejsca w klasyfikacji generalnej
| Sezon     | Miejsce       |
| --------- | ------------- |
| 1997/1998 | 74.           |
| 1998/1999 | 39.           |
| 1999/2000 | 36.           |
| 2000/2001 | 61.           |
| 2001/2002 | 57.           |
| 2002/2003 | nie startował |
| 2003/2004 | 53.           |
| 2004/2005 | 33.           |
| 2005/2006 | 37.           |
| 2006/2007 | 41.           |
| 2007/2008 | 47.           |
| 2008/2009 | 45.           |
| 2009/2010 | 97.           |
| 2010/2011 | 75.           |
| 2011/2012 | 36.           |